# 兵庫県の市町村章一覧
兵庫県の市町村章一覧（ひょうごけんのしちょうそんしょういちらん）は、兵庫県内の市町村に制定されている、あるいは制定されていた市町村章の一覧である。なお、一覧の順序は全国地方公共団体コード順による。廃止された市町村章は廃止日から順に掲載している。

## 市部
| 市         | 市章 | 由来                                                               | 制定日         | 備考 |
| ---------- | ---- | ------------------------------------------------------------------ | -------------- | --- |
| 神戸市     |      | 神戸の旧かな遣いである「カウベ」のカの字を図案化したもの           | 1907年5月24日  | 作成前の1906年に公募で募集したが、適当な作品がなかったので採用されなかった                                       |
| 姫路市     |      | 「姫」を図案化したもの                                             | 1901年12月17日 | 市旗は別デザインである                                                                                           |
| 尼崎市     |      | 工都の「工」と尼崎の「ア」「マ」を図案化したもので丸印を付けたもの | 1936年8月4日   | 2代目の市章である                                                                                                |
| 明石市     |      | 「明」を図案化したもの                                             | 1919年10月18日 | 明石町制時の1911年3月30日に制定し、市制施行後に継承される                                                        |
| 西宮市     |      | 「ヤ」を三つで組み合わせ篆書で「西」を囲んで表している             | 1926年4月15日  | 西宮町制時の1910年5月16日に制定され、市制施行後に継承される 別デザインである市旗のデザインで代用されることもある |
| 洲本市     |      | 洲浜の紋章を表している                                             | 2006年2月11日  | 洲本町制時の1899年1月22日に制定され、市制施行後に継承される 色は水色が指定されている                             |
| 芦屋市     |      | 山・海・四・円平・旭を表したもの                                   | 1922年3月31日  | 精道村章として制定されたものを継承している                                                                       |
| 伊丹市     |      | 近衛家の合印紋章を表している                                       | 1943年1月4日   | 市旗は別デザインである 2代目の市章である                                                                         |
| 相生市     |      | 「ア」の字を相対的に組み合わせたもの                               | 1942年12月12日 | 市旗は別デザインである                                                                                           |
| 豊岡市     |      | 「と」の字を基にしたもの                                           | 2005年7月10日  | 2代目の市章である 色は水色が指定されている                                                                       |
| 加古川市   |      | 「川」を中心に配置したもの                                         | 1950年9月18日  | |
| 赤穂市     |      | 「赤」を角型に図案化したもの                                       | 1951年9月1日   | |
| 西脇市     |      | 「シ」を二つ使って図案化したもの                                   | 2005年10月1日  | 1952年4月1日に制定し、1964年4月1日に再制定されている市章を使用                                                   |
| 宝塚市     |      | 「タカラ」を象ったもの                                             | 1954年4月10日  | |
| 三木市     |      | 「木」または「キ」を三つ組み合わせて図案化したもの                 | 1954年7月1日   | 市旗は別デザインである 1912年に三木市立三樹小学校の職員が三木町章として制定され、市制施行後に継承される          |
| 高砂市     |      | 「高」を円形に簡略化したもの                                       | 1954年12月14日 | |
| 川西市     |      | 「川西」を図案化したもの                                           | 1954年8月1日   | |
| 小野市     |      | 「小」を図案化し、「の」で囲ったもの                               | 1954年12月1日  | |
| 三田市     |      | 「サ」を図案化したもの                                             | 1956年12月7日  | 三田町章として制定され、市制施行後に継承される                                                                   |
| 加西市     |      | 「力」を二つ組み合わせて円形に図案化したもの                       | 1967年5月6日   | |
| 丹波篠山市 |      | 笹の葉を二枚合わせ、「S」を表している                              | 2000年5月20日  | 色は緑色が指定されている2019年5月1日の市名改称でも市章は引き継がれている                                         |
| 養父市     |      | 養父市のイニシャルの「Y」、三角形は氷ノ山を表している              | 2004年7月4日   | 色は青色・白色・緑色が指定されている                                                                             |
| 丹波市     |      | 「丹」を力強く図案化したもの                                       | 2004年11月1日  | 色は緑色が指定されている                                                                                         |
| 南あわじ市 |      | 「A」と輪を表したもの                                              | 2005年1月11日  | 色は青色・緑色が指定されている                                                                                   |
| 朝来市     |      | 「ア」を基に、山と太陽を基にしている                               | 2005年7月12日  | 色は赤色・橙色・緑色が指定されている                                                                             |
| 淡路市     |      | 「A」を明石海峡大橋の形に意匠化したもの                            | 2005年4月1日   | 色は青色が指定されている                                                                                         |
| 宍粟市     |      | 「宍」を図案化したもの                                             | 2005年4月1日   | 色は橙色・緑色が指定されている                                                                                   |
| たつの市   |      | 「T」を図案化したもの                                              | 2005年10月1日  | 色は赤色・青色・緑色が指定されている                                                                             |
| 加東市     |      | 「K」を、社町・滝野町・東条町の3町の合併を配して図案化したもの     | 2006年3月20日  | |

## 町村部
| 郡     | 町村     | 町村章 | 由来                                                                   | 制定日         | 備考                                                 |
| ------ | -------- | ------ | ---------------------------------------------------------------------- | -------------- | ---------------------------------------------------- |
| 川辺郡 | 猪名川町 |        | 「イナ川」を図案化したもの                                             | 1962年4月10日  |                                                      |
| 多可郡 | 多可町   |        | 「多」を基にし、図案化したもの                                         | 2005年11月1日  | 色は緑色・黄緑色・赤色が指定されている               |
| 加古郡 | 稲美町   |        | 「い」を鍬・鎌で表わし、また中央部を「稲の籾」を意味し、図案化したもの | 1956年4月1日   |                                                      |
| 加古郡 | 播磨町   |        | 「ハリマ」を図案化し、下側の空洞は港を意味したもの                     | 1962年4月1日   |                                                      |
| 神崎郡 | 市川町   |        | 「市」は矢を表し、「川」は丸く大和を象徴し、図案化したもの             | 1964年7月2日   |                                                      |
| 神崎郡 | 福崎町   |        | 二つの「ク」を合わせて図案化したもの                                   | 1957年7月10日  |                                                      |
| 神崎郡 | 神河町   |        | 「カ」を基にして、図案化したもの                                       | 2005年11月7日  | 色は青色と緑色が指定されている                       |
| 揖保郡 | 太子町   |        | 二つの「太」を図案化し、聖徳太子の「和」の精神を象徴しているもの       | 1966年12月20日 |                                                      |
| 赤穂郡 | 上郡町   |        | 「上」2つの組み合わせ                                                  | 1958年12月25日 | 1958年10月に公表されたものを同年12月25日に制定される |
| 佐用郡 | 佐用町   |        | 「さ」を図案化したもの                                                 | 2006年3月31日  | 2代目の町章である                                    |
| 美方郡 | 香美町   |        | 「カ」を曲げ、「ミ」を三本の線にして図案化したもの                     | 2005年7月5日   | 色は薄い青色・青色・緑色が指定されている             |
| 美方郡 | 新温泉町 |        | 「し」を図案化し湯村温泉と山と日本海を意匠化したもの                   | 2005年10月1日  |                                                      |

## 廃止された市町村章

### 20世紀
| 市郡   | 町村     | 市町村章         | 由来                                                                       | 制定日                | 廃止日         | 備考 |
| ------ | -------- | ---------------- | -------------------------------------------------------------------------- | --------------------- | -------------- | --- |
| 武庫郡 | 須磨町   |                  | 松を表している                                                             | 1913年3月             | 1920年4月1日   | |
| 武庫郡 | 御影町   |                  | 「御影」を図案化したもの                                                   | 1908年3月             | 1929年1月      | 初代の町章である                                                                                            |
| 尼崎市 |          |                  | 「工」・「アマ」を図案化したもの                                           | 1917年4月26日         | 1936年4月4日   | デザインが変更された 初代の市章である                                                                       |
| 武庫郡 | 大庄村   |                  | 「大庄」を図案化したもの                                                   | 1932年 12月9日        | 1942年2月11日  | |
| 伊丹市 |          |                  | 近衛家の紋章を表している                                                   | 1889年4月1日          | 1943年1月4日   | 1871年、町村制施行前の伊丹町章として制定され、 町村制施行、市制施行後に継承された 初代の市章である          |
| 飾磨市 |          |                  | 「しカ」を図案化したもの                                                   | 1919年4月1日          | 1946年3月1日   | 飾磨町章として制定され、市制施行後に継承された                                                              |
| 揖保郡 | 網干町   |                  | 「網干」を図案化したもの                                                   | 1914年10月4日         | 1946年3月1日   | |
| 武庫郡 | 御影町   |                  | 御影の松を表したもの                                                       | 1929年1月             | 1950年4月1日   | 2代目の町章である                                                                                           |
| 武庫郡 | 魚崎町   |                  | 「五百」を図案化したもの                                                   | 1921年                | 1950年4月1日   | |
| 武庫郡 | 住吉村   |                  | 不明                                                                       | 1936年                | 1950年4月1日   | |
| 加古郡 | 加古川町 |                  | 不明                                                                       | 1916年2月1日          | 1950年6月15日  | |
| 武庫郡 | 本山村   |                  | 「本山」を図案化したもの                                                   | 不明                  | 1950年10月10日 | |
| 武庫郡 | 本庄村   |                  | 「本庄」を図案化したもの                                                   | 不明                  | 1950年10月10日 | |
| 有馬郡 | 八多村   |                  | 「八多」・「八多邑」を図案化したもの                                       | 1926年11月1日         | 1951年7月1日   | 1926年10月に決定したものを同年11月1日に制定された                                                           |
| 多可郡 | 西脇町   |                  | 二つの「シ」を交差し、「ニシ」を表章させたもの                             | 1937年                | 1952年4月1日   | |
| 朝来郡 | 生野町   |                  | 「イ」を九つ合わせているのを表したもの                                     | 1906年1月16日         | 1952年12月22日 | 初代の町章である                                                                                            |
| 加古郡 | 高砂町   |                  | 「高」を表したもの                                                         | 1917年6月8日          | 1954年7月1日   | |
| 津名郡 | 江井町   |                  | 不明                                                                       | 不明                  | 1955年3月31日  | |
| 津名郡 | 郡家町   |                  | 不明                                                                       | 不明                  | 1955年3月31日  | |
| 氷上郡 | 上久下村 |                  | 「上久下」を図案化したもの                                                 | 大正時代              | 1955年7月21日  | 現在は丹波市立上久下小学校の校章に使用されている                                                            |
| 揖保郡 | 林田町   | 資料が現存しない | 資料が現存しない                                                           | 資料が現存しない      | 1967年3月5日   | |
| 加西郡 | 北条町   |                  | 不明                                                                       | 不明                  | 1967年4月1日   | |
| 加西郡 | 泉町     | 資料が現存しない | 資料が現存しない                                                           | 資料が現存しない      | 1967年4月1日   | |
| 加西郡 | 加西町   | 資料が現存しない | 資料が現存しない                                                           | 資料が現存しない      | 1967年4月1日   | |
| 多紀郡 | 多紀町   |                  | 「タ」を図案化し鶴など吉祥とされた生物の出現を意味する瑞兆を図案化したもの | 1956年12月            | 1975年3月28日  | 多紀村章として制定され、町制施行後に継承された                                                              |
| 多紀郡 | 城東町   |                  | 「シロ」を円形（和）にし、それを翼の形に図案化したもの                     | 1960年1月1日          | 1975年3月28日  | 城東村章（制定日不明）として制定され、町制施行後に継承された                                                |
| 印南郡 | 志方町   |                  | 外円は「和」を表し、「し」を組み合わせて図案化したもの                     | 1960年前後            | 1979年2月1日   | 1966年以前には制定されていた                                                                                |
| 多紀郡 | 篠山町   |                  | 「ささやま」を図案化し、「ささ山」で形どっている                           | 1934年6月8日          | 1999年4月1日   | 旧・篠山町制時に制定され、新町制施行後に継承された                                                          |
| 多紀郡 | 丹南町   |                  | 「丹」を図案化したもの                                                     | 1965年10月1日         | 1999年4月1日   | |
| 多紀郡 | 西紀町   |                  | 全体を「西」で表し、三つの輪を象徴してるもの                               | 1960年1月1日          | 1999年4月1日   | 1968年10月に再制定される                                                                                    |
| 多紀郡 | 今田町   |                  | 「今田」を図案化し、中央の三角形は和田寺山を表したもの                     | 1952年 （月日は不明） | 1999年4月1日   | 色は「今田」の部分は金色・三角形の部分は緑色が指定されている 今田村章として制定され、町制施行後に継承された |

### 21世紀
| 市郡   | 町村     | 市町村章       | 由来 | 制定日         | 廃止日         | 備考                                                                         |
| ------ | -------- | -------------- | --- | -------------- | -------------- | ---------------------------------------------------------------------------- |
| 養父郡 | 養父町   |                | 「やぶ」を図案化したもの                                                                                                   | 1959年10月27日 | 2004年4月1日   |                                                                              |
| 養父郡 | 八鹿町   |                | 「八」・「カ（鹿）」を円形にして図案化したもの                                                                             | 1955年4月1日   | 2004年4月1日   |                                                                              |
| 養父郡 | 大屋町   |                | 「大」を図案化したもの | 1955年5月20日  | 2004年4月1日   |                                                                              |
| 養父郡 | 関宮町   |                | 「せ」を極めて近代的感覚で図案化したもの                                                                                   | 1957年4月1日   | 2004年4月1日   |                                                                              |
| 氷上郡 | 柏原町   |                | 「かい」を図案化したもの                                                                                                   | 1964年9月1日   | 2004年11月1日  |                                                                              |
| 氷上郡 | 氷上町   |                | 「ヒ上」を纏めたもの | 1956年1月30日  | 2004年11月1日  |                                                                              |
| 氷上郡 | 春日町   |                | 「か」を基にし、円形と翼側に纏めたもの                                                                                     | 1955年3月20日  | 2004年11月1日  |                                                                              |
| 氷上郡 | 山南町   |                | 「山南」を図案化したもの                                                                                                   | 1957年10月1日  | 2004年11月1日  |                                                                              |
| 氷上郡 | 市島町   |                | 「市」を図案化したもの | 1955年10月1日  | 2004年11月1日  |                                                                              |
| 氷上郡 | 青垣町   |                | 「ア」を表しているもの | 1956年2月      | 2004年11月1日  |                                                                              |
| 三原郡 | 三原町   |                | 「三」と大同団結（輪）を表したもの                                                                                         | 1963年8月1日   | 2005年1月11日  |                                                                              |
| 三原郡 | 西淡町   |                | 「西」を図案化したもの | 1959年9月20日  | 2005年1月11日  |                                                                              |
| 三原郡 | 南淡町   |                | 三つの波を表している | 1956年1月26日  | 2005年1月11日  |                                                                              |
| 三原郡 | 緑町     |                | 「み」を図案化したもの | 1957年8月24日  | 2005年1月11日  | 緑村章として制定され、町制施行後に継承された                                 |
| 朝来郡 | 和田山町 |                | 「W」を図案化したもの | 1962年3月15日  | 2005年4月1日   |                                                                              |
| 朝来郡 | 山東町   |                | 中央の三角形は「山」を表し、左半分は「と」・右半分は「う」を図案化したもの                                                 | 1954年9月8日   | 2005年4月1日   |                                                                              |
| 朝来郡 | 朝来町   |                | 「ア」を意匠化したもの | 1955年3月16日  | 2005年4月1日   |                                                                              |
| 朝来郡 | 生野町   |                | 「生」を図案化したもの | 1952年12月2日  | 2005年4月1日   |                                                                              |
| 津名郡 | 津名町   |                | 「ツナ」を図案化したもの                                                                                                   | 1955年10月2日  | 2005年4月1日   |                                                                              |
| 津名郡 | 淡路町   |                | 「ア」を組み合わせて図案化し、明石海峡に臨む海辺の町を表したもの                                                           | 1957年1月      | 2005年4月1日   |                                                                              |
| 津名郡 | 北淡町   |                | 「北」・「H」がそれぞれ通じたもの                                                                                          | 1957年3月22日  | 2005年4月1日   |                                                                              |
| 津名郡 | 一宮町   |                | 伊弉諾神宮の鳥居を図案化したもの                                                                                           | 1955年9月4日   | 2005年4月1日   | 色は青色が指定されている                                                     |
| 津名郡 | 東浦町   |                | 「ヒ」を図案化したもの | 1962年3月24日  | 2005年4月1日   |                                                                              |
| 宍粟郡 | 山崎町   |                | 「山」を丸く表したもの | 1955年10月1日  | 2005年4月1日   |                                                                              |
| 宍粟郡 | 一宮町   |                | 「一宮」を図案化したもの                                                                                                   | 1966年9月4日   | 2005年4月1日   |                                                                              |
| 宍粟郡 | 波賀町   |                | 「波賀」を図案化したもの                                                                                                   | 1959年9月1日   | 2005年4月1日   |                                                                              |
| 宍粟郡 | 千種町   |                | 千種の「千」を表わし、下部の円形と、上部の翼を象徴したもの                                                                 | 1964年1月1日   | 2005年4月1日   |                                                                              |
| 豊岡市 |          |                | 「T」と豊岡藩主京極氏の紋章を組み合わせて図案化したもの                                                                    | 1950年8月10日  | 2005年4月1日   | 1906年1月1日に豊岡町章として制定され、市制施行後に初代の市章として継承された |
| 城崎郡 | 城崎町   |                | 「キ」を図案化したもの | 1986年2月1日   | 2005年4月1日   | 2代目の町章である                                                            |
| 城崎郡 | 竹野町   |                | 過去に「鷹野」と呼ばれたことから「T」を鷹の形にして「鷹ノ」と図案化したもの                                                | 1957年4月1日   | 2005年4月1日   |                                                                              |
| 城崎郡 | 日高町   |                | 「ひ」を図案化したもの | 1956年5月3日   | 2005年4月1日   |                                                                              |
| 出石郡 | 出石町   |                | 「い」を図案化したもの | 1958年2月14日  | 2005年4月1日   |                                                                              |
| 出石郡 | 但東町   |                | 「た」を図案化したもの | 1960年9月30日  | 2005年4月1日   |                                                                              |
| 城崎郡 | 香住町   |                | 「カ」を図案化したもの | 1959年10月14日 | 2005年4月1日   |                                                                              |
| 美方郡 | 村岡町   |                | 「ムラ」を組み合わせて図案化したもの                                                                                       | 1955年4月      | 2005年4月1日   |                                                                              |
| 美方郡 | 美方町   |                | 「み」を躍動的に図案化したもの                                                                                             | 1960年4月      | 2005年4月1日   |                                                                              |
| 美方郡 | 浜坂町   |                | 「ハマ」を意匠化したもの                                                                                                   | 1955年4月1日   | 2005年10月1日  |                                                                              |
| 美方郡 | 温泉町   |                | オンの「オ」の字を中央に表し、「ン」で表すように図案化したもの                                                             | 1964年10月1日  | 2005年10月1日  |                                                                              |
| 多可郡 | 黒田庄町 |                | 「クロ」を組み合わせて図案化したもの                                                                                       | 1961年12月18日 | 2005年10月1日  | 1962年1月に決定した                                                          |
| 龍野市 |          |                | 関ヶ原の戦い以前は「立野」と呼ばれていたことから「立」をとり、龍野藩主脇坂氏の紋章である輪違いを組み合わせ、図案化したもの | 1951年4月1日   | 2005年10月1日  | 1921年5月1日に龍野町章として制定され、市制施行後に継承された                 |
| 揖保郡 | 揖保川町 |                | 「イボ川」を組み合わせて図案化したもの                                                                                     | 1966年7月4日   | 2005年10月1日  |                                                                              |
| 揖保郡 | 御津町   |                | ｢ツ｣を図案化したものを、三つ組み合わせて「ミツ」を現しているもの                                                           | 1991年4月1日   | 2005年10月1日  | 制定前から使用されている                                                     |
| 揖保郡 | 新宮町   |                | 「シン宮」を図案化したもの                                                                                                 | 1953年4月1日   | 2005年10月1日  |                                                                              |
| 佐用郡 | 佐用町   |                | 「さ」を図案化したもの | 1964年4月1日   | 2005年10月1日  | 1964年2月10日に公表され、本年4月1日に制定された 初代の町章である             |
| 佐用郡 | 上月町   | （著作権存続） | 「こ」を円形に図案化し、中央の空白は「月」を表したもの                                                                     | 1968年4月      | 2005年10月1日  |                                                                              |
| 佐用郡 | 南光町   | （著作権存続） | 「な」を図案化したもの | 1968年5月      | 2005年10月1日  |                                                                              |
| 佐用郡 | 三日月町 |                | 三日月を図案化したもの | 1953年         | 2005年10月1日  | 新制三日月町制時に継承された                                                 |
| 美嚢郡 | 吉川町   |                | 「よ」を図案化したもの | 1956年12月1日  | 2005年10月24日 | 色は緑色が指定されている                                                     |
| 多可郡 | 加美町   |                | 「カ」を変形したもの | 1956年4月1日   | 2005年11月1日  |                                                                              |
| 多可郡 | 中町     |                | 円の中に「中」を図案化したもの                                                                                             | 1965年12月25日 | 2005年11月1日  |                                                                              |
| 多可郡 | 八千代町 |                | 「八」は野間川・大和川を表し、翼を大きく開いているのを象徴したもの                                                         | 1963年3月26日  | 2005年11月1日  |                                                                              |
| 神崎郡 | 神崎町   |                | 「神」を「カ」を改め、それを円く表したもの                                                                                 | 1961年2月1日   | 2005年11月7日  |                                                                              |
| 神崎郡 | 大河内町 |                | 「大」を図案化したもの | 1960年1月15日  | 2005年11月7日  |                                                                              |
| 津名郡 | 五色町   |                | 「五」を図案化し、全体的に丸みを持ったもの                                                                                 | 1957年10月     | 2006年2月11日  |                                                                              |
| 加東郡 | 社町     |                | 佐保神社の紋章である三蓋菱を組み替え、合わせて「Y」を図案化したもの                                                        | 1955年5月11日  | 2006年3月20日  |                                                                              |
| 加東郡 | 滝野町   |                | 「タ」を図案化し、変形したもの                                                                                             | 1956年10月20日 | 2006年3月20日  |                                                                              |
| 加東郡 | 東条町   |                | 「と」を図案化し、円形は平和と東条湖を表したもの                                                                           | 1965年7月30日  | 2006年3月20日  |                                                                              |
| 飾磨郡 | 夢前町   |                | 「ユメ」を円形に図案化したもの                                                                                             | 1962年12月20日 | 2006年3月27日  |                                                                              |
| 飾磨郡 | 家島町   |                | 「I」で表し、魚が波を蹴って天に向かう姿を表したもの                                                                        | 1950年12月21日 | 2006年3月27日  |                                                                              |
| 宍粟郡 | 安富町   |                | 全体は「安」を図案化し、「女」の周りに三つの「ト」を表したもの                                                             | 1962年1月24日  | 2006年3月27日  |                                                                              |
| 神崎郡 | 香寺町   |                | 「こう」を組み合わせて図案化したもの                                                                                       | 1969年2月1日   | 2006年3月27日  | 1972年3月19日に条例化される                                                  |

### 書籍
- 小学館辞典編集部 編『図典 日本の市町村章』（初版第1刷）小学館、2007年1月10日。ISBN 4095263113。
- 近藤春夫『都市の紋章 : 一名・自治体の徽章』行水社、1915年。NDLJP:955061
- 中川幸也『シリーズ人間とシンボル第2号「都市の旗と紋章」』中川ケミカル、1987年10月11日。
- 丹羽基二『日本の市章 （西日本）』保育社、1984年5月5日。
- 望月政治『都章道章府章県章市章のすべて』日本出版貿易株式会社、1973年7月7日。
- NHK情報ネットワーク『NHKふるさとデータブック6 [近畿]』日本放送協会、1992年5月1日。
- 国際図書『事典　シンボルと公式制度』国民文化協会、1968年。

### 自治体冊子

#### 神戸市・阪神地区関連
- 八多村『八多村史誌』八多村誌編纂委員会、2008年10月1日。
- 玉木敬太郎『御影町誌』御影町役場、1936年。
- 魚崎町『魚崎町誌』神戸市役所、1957年。
- 住吉村『住吉村誌』住吉村役場、1946年。
- 本山村『本山村誌』神戸市役所、1953年。
- 武庫郡教育界『武庫郡誌』武庫郡役所、1921年。
- 大庄村教育調査会『大庄村誌』兵庫県武庫郡大庄村教育調査会、1942年6月。

#### 播磨地区関連
- 飾磨市『飾磨市誌』飾磨市役所、1920年10月18日。
- 加古川市『加古川市誌 第1巻』加古川市役所、1953年6月15日。
- 高砂市『高砂町史誌』高砂市役所、1980年4月1日。
- 第一法規出版株式会社『夢前町例規集』夢前町役場総務課、1968年1月1日。
- 第一法規出版株式会社『御津町例規集』御津町役場総務課、1991年4月1日。
- 第一法規出版株式会社『香寺町例規集』香寺町役場総務課、1972年6月5日。
- 志方町『志方町勢要覧 1966』志方町役場総務課、1966年10月1日。
- ぎょうせい『神崎町例規集』神崎町役場総務課、2003年6月20日。
- 第一法規出版株式会社『大河内町例規集』大河内町役場総務課、1970年3月25日。
- 東京法令出版株式会社『家島町例規集』家島町役場総務課、1965年6月30日。
- ぎょうせい『東条町例規集』東条町役場総務課、2005年9月1日。
- 第一法規出版株式会社『滝野町例規集』滝野町役場総務課、2002年8月10日。
- 『「広報みき」縮刷版（1）』（初版第1刷）三木市総務課、1975年4月20日。
- 北条町役場『北条町勢要覧 1936』兵庫県加西郡北条町、1936年8月。
- 西脇町役場『北条町勢要覧 1938』兵庫県多可郡西脇町、1938年7月20日。

#### 丹波地区関連
- 篠山市『篠山市例規集』兵庫県篠山市。
- 篠山町『篠山町の栞』兵庫県多紀郡篠山町、1936年。
- ぎょうせい『篠山町例規集』兵庫県多紀郡篠山町、1936年。
- 多紀町役場総務課『多紀町勢要覧』兵庫県多紀郡多紀町、1972年。
- 城東町役場総務課『城東町勢要覧』兵庫県多紀郡城東町、1965年12月。
- 西紀町『ニシキの姿』兵庫県多紀郡西紀町、1964年10月。
- 丹南町『丹南町史 下巻』兵庫県多紀郡丹南町編纂委員会、1994年。
- 市島町『市島町誌』市島町誌編纂委員会、1977年5月1日。
- 柏原町『柏原 のびゆくまち - 30年の歩み』柏原町誌編纂委員会、1985年10月10日。
- 今田町『今田町史』今田町誌編纂委員会、1955年11月30日。
- 青垣町『青垣町閉町記念誌 50年の歩み p9』青垣町役場総務課、2004年10月20日。
- 上久下部落総代会『上久下村誌』兵庫県氷上郡上久下村誌編集委員会、1974年11月。

#### 但馬地区関連
- 第一法規出版株式会社『関宮町例規集』関宮町役場総務課、1971年4月30日。
- ぎょうせい『大屋町例規集』大屋町役場総務課、2003年12月28日。
- 帝国地方行政学会『養父町例規集』養父町役場総務課、1973年5月30日。
- 東京法令出版株式会社『城崎町例規集』城崎町役場総務課、1986年2月1日。
- 八鹿町文化協会『八鹿町文化協会設立十周年記念誌 やをかの里』近本貞夫、1981年3月22日。
- 第一法規出版株式会社『香美町例規集』香美町役場総務課、2008年11月10日。

#### 淡路地区関連
- 津名町役場 町長公室 広報係『明日への潮流 津名町50周年記念誌』兵庫県津名郡津名町、2005年3月。
- 三原町『三原町勢要覧 1991』三原町誌編纂委員会、1991年。
- 第一法規出版株式会社『一宮町例規集（津名郡）』一宮町役場総務課、1972年2月10日。
- 第一法規出版株式会社『緑町例規集』緑町役場総務課、1960年8月25日。
- 第一法規出版株式会社『津名町例規集』津名町役場総務課、1976年10月25日。
- 第一法規出版株式会社『北淡町例規集』北淡町役場総務課、1959年11月10日。
- 江井町役場広報課『江井町勢要覧 1954』兵庫県津名郡江井町、1954年11月20日。
- 郡家町役場『郡家町勢要覧 解町記念誌』兵庫県津名郡郡家町、1955年3月。